# Гібрис-синдром
Гібрис-синдром (англ. hubris syndrome) — термін, що ввів колишній міністр закордонних справ Великої Британії Девід Оуен, який вивчав поведінкові зміни різних світових лідерів у своїй однойменній книзі у 2007 році. Він описує психологічний стан особистості, набутий внаслідок професійної деформації політичного діяча, який характеризується зловживанням владою для задоволення власного марнославства, честолюбства та егоїстичних інтересів. Гібрис-синдром викликає певні зміни у поведінці людини, серед яких: втрата зв'язку з реальністю, прояв меншої емпатії до інших людей, недостатньо обдумані рішення, дії та гордість за них. Особистості із гібрис-синдромом мають надмірну самовпевненість, патологічні прагнення до збереження статусу і влади, які є перешкодою для розсудливості, безпристрасності у рішеннях політичних лідерів. Така поведінка є серйозною проблемою для них самих і для суспільства. На відміну від нарцисичного розладу особистості, гібрис-синдром виникає тільки за появи контролю над владою, успіхом; і зникає після втрати.